# Mitte Museum
Das Mitte Museum in Berlin ist das regionalgeschichtliche Museum des Berliner Bezirks Mitte und wird als kommunale Einrichtung der Geschichtsarbeit und Erinnerungskultur vom Amt für Weiterbildung und Kultur, Fachbereich Kunst, Kultur und Geschichte, des Bezirksamtes Mitte von Berlin getragen. Das Museumsgebäude an der Pankstraße 47 in Berlin-Gesundbrunnen wurde seit 2016 saniert sowie modernisiert und 2019 barrierefrei wiedereröffnet.
Im Mittelpunkt der Museumsarbeit stehen die Erforschung und Darstellung der Heimatgeschichte des Bezirks Mitte. Gesammelt und ausgestellt werden Objekte der Berliner Alltagskultur
sowie für die Heimatgeschichte relevante Objekte und Dokumente.
Das Gebäude steht unter Denkmalschutz. Es wurde 1865–1866 als 32. Gemeindeschule nach einem Entwurf von Stadtbaurat Adolf Gerstenberg und Baumeister Petersen errichtet, es war der erste öffentliche Bau in den 1861 eingemeindeten Vororten Wedding und Gesundbrunnen, heute zählt es zu den ältesten erhaltenen Schulbauten Berlins.
Das Mitte Museum ist Mitglied im Arbeitskreis der Berliner Regionalmuseen (ABR).

## Geschichte
Das Mitte Museum entstand 2001 infolge der Berliner Verwaltungsreform und ging aus der Fusion der drei ehemals eigenständigen Heimatmuseen Mitte, Tiergarten und Wedding hervor.

### Heimatmuseum Berlin-Mitte
Die Einrichtung wurde 1987 als „Heimatgeschichtliches Kabinett“ zur 750-Jahr-Feier im damaligen Ostberliner Bezirk Mitte von Berlin gegründet. Angeregt hatte diesen Schritt eine „Interessengemeinschaft Heimatgeschichte“, die sich bereits mehrere Jahre mit lokalgeschichtlichen Themen im Bezirk befasst hatte. Die Ausstellungsräume befanden sich im Erdgeschoss des Gebäudes Nr. 23 der Sophienstraße, die man zum Stadtjubiläum historisierend zur Handwerkergasse umgestaltet hatte. Nach der Wende und mit der Übernahme von Archivräumen in der Torstraße benannte man sich 1992 in „Heimatmuseum Berlin-Mitte“ um. Das Museum blieb an seinem ursprünglichen Standort bis 1997. Mit dem Umzug ins Palais am Festungsgraben – hinter der Neuen Wache Unter den Linden – ging eine erneute Umbenennung in „Museum Mitte von Berlin“ einher. Diese Bezeichnung trug das Museum bis zur Bezirksfusion und der folgenden Integration in das neue „Mitte Museum“ des neuen Großbezirks Mitte. Das „Mitte Museum am Festungsgraben“ zeigte bis 2009 in diesen Räumen thematische Wechselausstellungen.

### Heimatmuseum Tiergarten
Wie auch andere bezirkliche Museen im früheren West-Berlin entstand das Heimatmuseum Tiergarten auf der Grundlage des bürgerschaftlichen Engagements einer lokalen Geschichtsinitiative. Bereits 1961 hatte sich der „Arbeitskreis für die Geschichte Tiergartens e.V.“ mit dem Ziel gegründet, die lokale Vergangenheit zu erforschen und darzustellen. Auch eine erste historische Sammlung war entstanden. 1984 wurde das „Heimatarchiv Tiergarten“ in der Zwinglistraße 2 eröffnet, das drei Jahre später als „Heimatmuseum Tiergarten“ nun mehrere Ausstellungsräume im Gebrüder-Grimm-Haus, Turmstraße 75 bespielen konnte. Als Ergebnis einer Reihe von „Baustein-Ausstellungen“ wurde eine Dauerausstellung zur Bezirksgeschichte erarbeitet, die bis zur Schließung des Museums 2004 gezeigt wurde.

### Heimatmuseum Wedding
Das Heimatmuseum Wedding ging 1989 aus dem früheren Heimatarchiv Wedding hervor. Erste Pläne zur Gründung eines kommunalen historischen Archivs im Bezirk gab es schon in den 1930er Jahren. 1951 feierte man die siebenhundertste Wiederkehr der urkundlichen Erwähnung des Dorfes Wedding mit einem großen Stadtfest, begleitet von einer historischen Ausstellung. Autor des Begleitbuchs war der Lehrer und Heimatforscher Bruno Stephan. Nachdem 1952 das Heimatarchiv Wedding – als Abteilung des bezirklichen Kunstamts – eröffnet worden war, blieb er 20 Jahre Leiter dieser Einrichtung. Von Anfang an baute er eine regionalgeschichtliche Sammlung auf. Nach der Ausstellung zur Geschichte des Bezirks Wedding 1987, anlässlich der 750-Jahr-Feier Berlins, wurde das Heimatarchiv Wedding zum regionalgeschichtlichen Museum erweitert. 1989 wurde es in der Pankstraße 47, dem heutigen Standort des Mitte Museums, als „Heimatmuseum Wedding“ feierlich eröffnet. Heute befindet sich hier der Standort des Mitte Museums.

## Ausstellungen
Basis für Ausstellungen im Museum ist die eigene Sammlung. Man unterscheidet hauptsächlich Dauerausstellung und Sonderausstellung. Zusätzlich gezeigt werden  Wanderausstellungen.

## Sammlung
In der Sammlung befinden sich Objekte, die über die Geschichte und Gegenwart des Bezirks Mitte und über dessen Alltagskultur Auskunft geben. Sie stammen von Personen, die hier gelebt oder gearbeitet haben, und von Firmen, die hier ansässig waren oder sind. Hinzu kommen Objekte aus der Geschichte der kommunalen und der militärischen Verwaltung (Bezirksämter, NVA, Alliierte).
In der Kunstsammlung befinden sich Werke der Grafik (ca. 800 Blatt), der Malerei (ca. 500 Arbeiten), der Bildhauerei und Kleinplastik (ca. 30 Arbeiten) und des Kunstgewerbes. Die Arbeiten stammen vorrangig von Künstlern mit Lebensmittelpunkt im Bezirk.
Viele Arbeiten wurden zum einstigen Aufbau kommunaler Kunstsammlungen erworben. Eine andere Gruppe entstand im Rahmen der Künstlerförderung der Abteilung Kultur des Magistrats von Berlin (DDR).

## Bibliothek
Die wissenschaftliche Spezialbibliothek ist eine Präsenzbibliothek und umfasst ca. 15.000 Titel. Die Sammlungsschwerpunkte liegen im Bereich Geschichte und Gegenwart des Bezirks Mitte und seiner Ortsteile. Neben Verlagswerken werden Firmen-, Vereins- und Jubiläumsschriften, Bezirksamtsschriften, Schulbücher, Ausstellungskataloge und auch kulturgeschichtliche Werke gesammelt. Dieser Bestand wird durch eine Sammlung regionaler Wochenzeitungen und einen langjährig aufgebauten Auskunftsapparat der Presseauswertung zur Bezirksgeschichte und projektbezogener Dokumentationen ergänzt. Zurzeit erfolgt die digitale Erschließung der Bestände, die weitgehend systematisch und alphabetisch durch konventionelle Kataloge zugänglich sind.

## Museumspädagogik
Die museumspädagogischen Angebote richten sich an Kinder, Jugendliche oder Erwachsene und bieten offene Veranstaltungen wie Stadtführungen, aber auch geschlossene Veranstaltungen wie Schulworkshops.
Ein museumspädagogisches Programm wird für Schulklassen und Jugendgruppen bereitgestellt. Weitere Angebote richten sich an spezielle Zielgruppen wie Senioren, Migranten (Interkulturelle Angebote). Ein wichtiges Element der Museumsarbeit stellt die Zusammenarbeit mit lokalhistorischen Initiativen und Vereinen der heutigen Ortsteile dar.